# Мари Кивиниеми
Мари Йохана Кивиниеми (на фински: Mari Johanna Kiviniemi) е финландски политик, 62-ри Министър-председател на Финландия между 22 юни 2010 и 22 юни 2011.

## Биография

#### Ранен живот и образование
Мари Кивиниеми е родена на 27 септември 1968 година в град Сейняйоки, Финландия. През 1988 година се записва в Хелзинкския университет (ХУ) със специалност „Национална икономика“, тогава се премества да живее в Хелзинки. През 1996 година се омъжва за Юха Лоухивуори. Получава политическо образование, специалист по въпросите с държавното строителство.

#### Политическа кариера
В периода от 2005 до 2006 година е министър на външната търговия и развитие. На 19 април 2007 година става министър на регионалното работи. На 12 юни 2010 година е избрана за председател на партия Финландски център. В периода от 22 юни 2010 до 22 юни 2011 година е министър-председател на Финландия.